# قرار مجلس الأمن التابع للأمم المتحدة رقم 2020
قرار مجلس الأمن التابع للأمم المتحدة رقم 2020، المتخذ بالإجماع في 22 نوفمبر 2011.

## القرار
شدد المجلس، الذي اتخذ بالإجماع القرار 2020 (2011) بموجب الفصل السابع من ميثاق الأمم المتحدة، على ضرورة أن يتصدى المجتمع الدولي للقرصنة وأسبابها الكامنة - بما في ذلك عدم الاستقرار المستمر في الصومال - في استجابة شاملة. وأشار مرة أخرى بقلق إلى أن تصاعد مدفوعات الفدية وعدم إنفاذ حظر توريد الأسلحة المفروض بموجب القرار 733 (1992) يؤجج تنامي القرصنة في المنطقة ودعا جميع الدول إلى التعاون الكامل مع فريق الرصد المعني بالصومال وإريتريا فيما يتعلق انتهاكات محتملة لحظر توريد الأسلحة.
وجدد المجلس دعوته الدول والمنظمات الإقليمية التي لديها القدرة على ذلك للمشاركة في مكافحة القرصنة بنشر السفن الحربية والأسلحة والطائرات العسكرية ومصادرة القوارب والسفن والأسلحة والمعدات الأخرى ذات الصلة التي تستخدم في ارتكاب أعمال قرصنة والتخلص منها، أو إذا كانت هناك أسباب معقولة للاشتباه في مثل هذا الاستخدام.
وفي بند آخر، دعا المجلس الدول الأعضاء إلى مساعدة الصومال، بناء على طلب الحكومة الاتحادية الانتقالية، في تعزيز القدرات في البلد بما في ذلك السلطات الإقليمية لتقديم المتورطين في القرصنة الذين كانوا يستخدمون الأراضي الصومالية للتخطيط أو القيام بأعمال إجرامية إلى العدالة. ودعا جميع الدول إلى التعاون في تحديد الولاية القضائية وفي التحقيق مع جميع الأشخاص المسؤولين عن أعمال القرصنة قبالة سواحل الصومال ومحاكمتهم، فضلاً عن تجريم القرصنة بموجب قوانينها المحلية.

## روابط خارجية
- النص الكامل لقرار مجلس الأمن الدولي 2020